# Chrášťany u Týna nad Vltavou

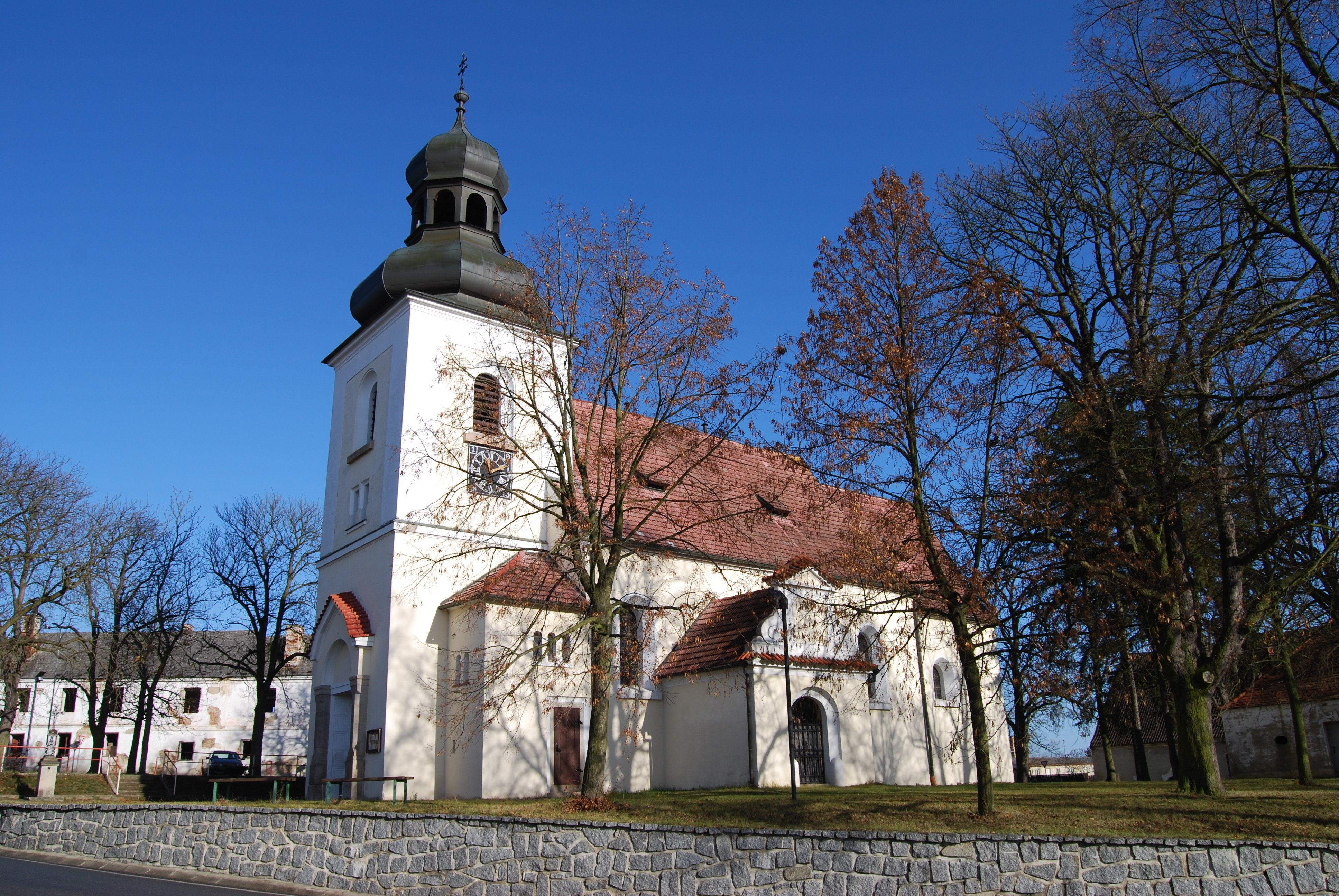
Pfarrkirche St. Bartholomäus

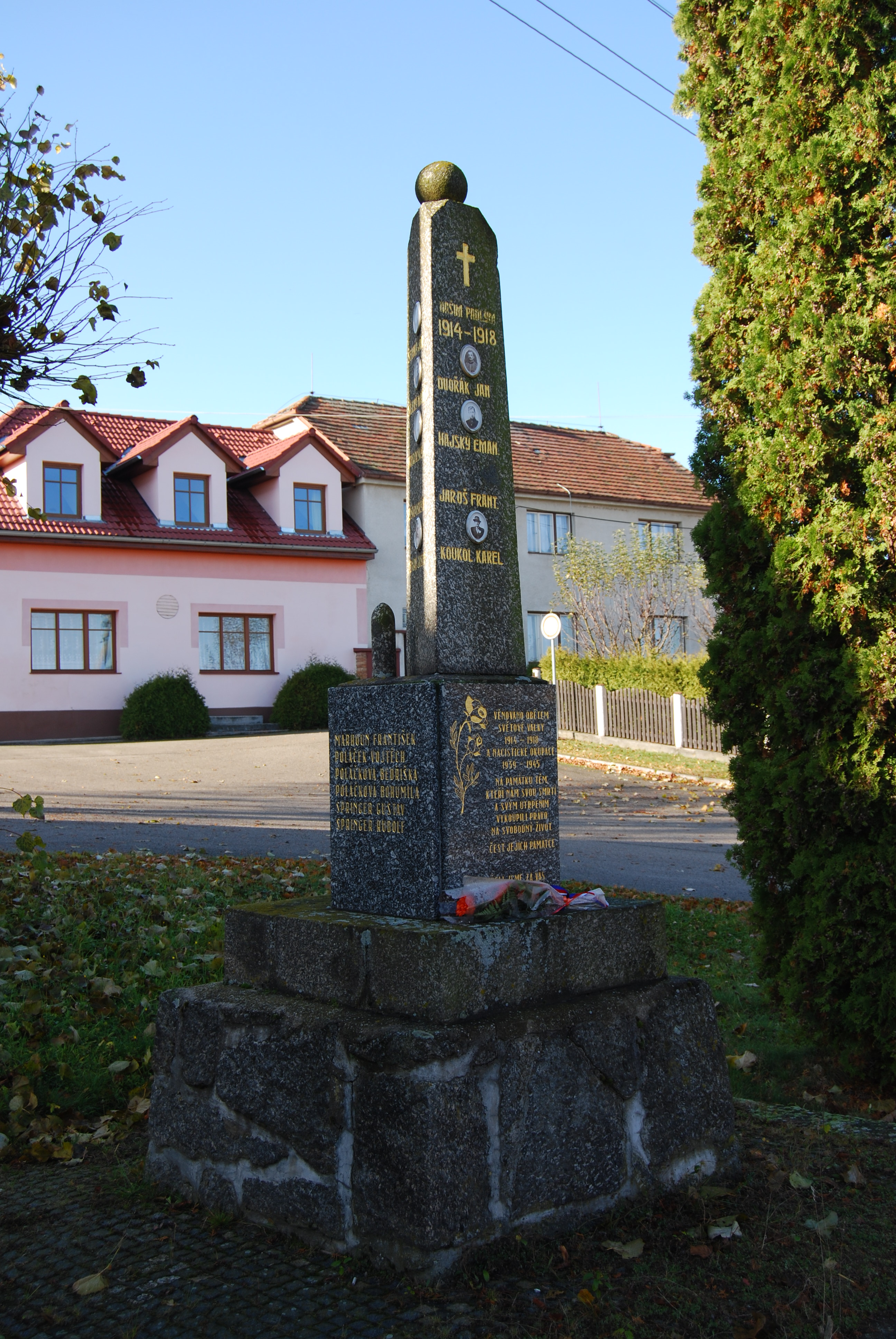
Gefallenendenkmal

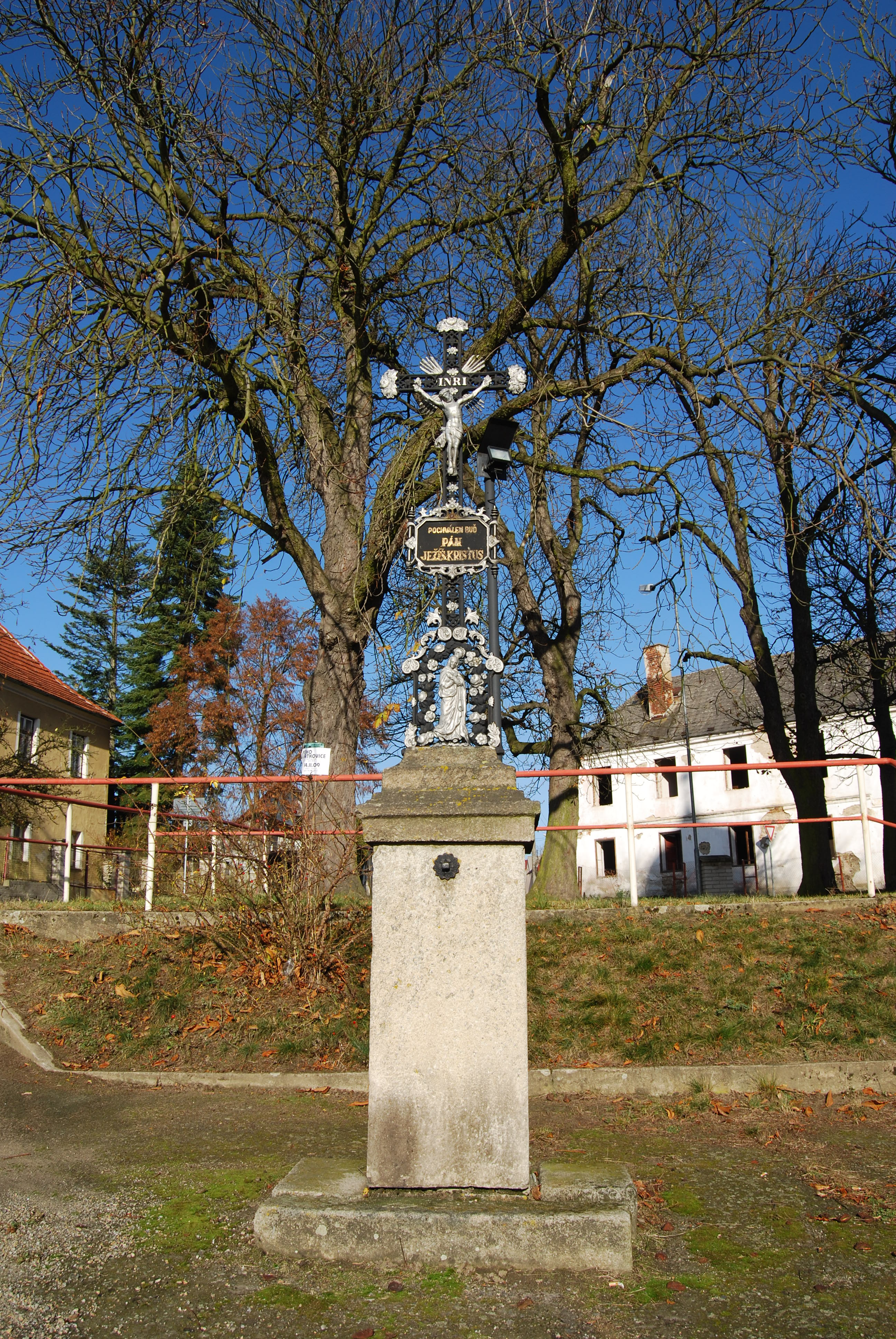
Wegekreuz

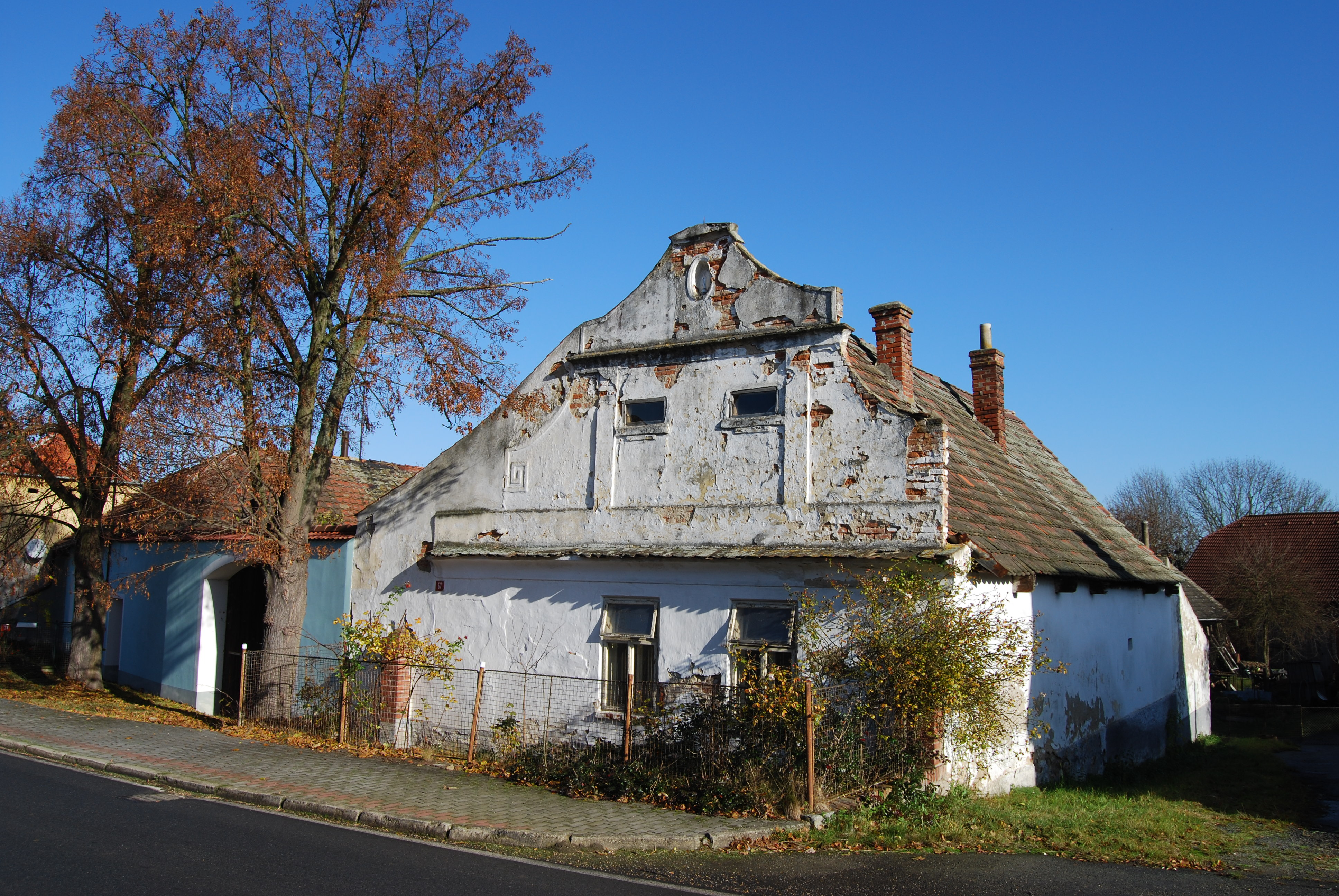
Gehöft im Bauernbarockstil

Chrášťany (deutsch Chraschtian) ist eine Gemeinde in Tschechien. Sie liegt sechs Kilometer westlich von Bechyně in Südböhmen und gehört zum Okres České Budějovice.

## Geographie
Chrášťany befindet sich auf einer Terrasse rechtsseitig über dem Tal des Baches Bílinský potok im Mittelböhmischen Hügelland. Östlich erhebt sich die Babina (467 m), im Südosten der Dubový vrch (476 m), südlich die Chrášťanská hůrka (479 m), im Westen der Chlum (509 m) und nordwestlich der Tábor (504 m). Gegen Nordosten erstreckt sich der Naturpark Plziny. Gegen Osten liegt der Teich Šternberský rybník, westlich das mit der Orlík-Talsperre geflutete Moldautal. In Chrášťany entspringt der Moldauzufluss Řežábka. Durch den Ort führt die Straße II/105 zwischen Bernartice und Týn nad Vltavou.
Nachbarorte sind Dražíč und Soví im Norden, Koudelka und Radětice im Nordosten, Hemera, U Bártů, Šternberk und Bechyně im Osten, U Kutišů, Hvožďany, Nuzice und Červený Mlýn im Südosten, Koloměřice, Hosty und Dobrný im Süden, Kaly, Doubravka, Údraž und U Hoška im Südwesten, Jehnědsko und Jehnědno im Westen sowie Vranov und Dražíčské Březí im Nordwesten.

## Geschichte
Chrášťany wurde wahrscheinlich zu Beginn des 11. Jahrhunderts im Zuge der Kolonisation durch das bischöfliche Gut Týn nad Vltavou gegründet und zählt zu den ältesten Ortschaften um Týn nad Vltavou.
Die erste schriftliche Erwähnung des zur Burg Újezdec gehörigen Dorfes Chrazcan erfolgte 1352, als Záviš von Robná den Besitz erwarb. Der Ortsname leitet sich von chrást (Busch) her. Da Záviš Sohn Albert sich das Prädikat von Chrazcan zulegte, ist anzunehmen, dass sich zu dieser Zeit eine Feste und ein Hof in Chrazcan befanden. Aus den Jahren 1370 und 1384 stammen die ältesten Nachweise über Pfarrer von Chrášťany. Die dem hl. Bartholomäus geweihte gotische Kirche wurde 1384 fertiggestellt. Albert von Chrazcans jüngerer Bruder Jetřich von Doubrawa, der 1387 den Besitz übernahm, nannte sich auch weiterhin nach seinem früheren Besitz Doubrawa und nie von Chrazcan. In den Zeiten der Hussitischen Bewegung führte am 22. Juli 1419 die Große Versammlung der Wallfahrten zum Berg (poutě na hory), bei denen sich die Gläubigen an verschiedenen erhabenen Punkten trafen, dort lagerten und unter freiem Himmel gepredigt wurde, zunächst auf den Hügel Holý zwischen Chrášťany und Koloměřice; die Abschlusspredigt vor 42.000 Gläubigen fand auf dem Tábor statt. Die Angaben über die Besitzverhältnisse von Chrášťany sind seit dieser Zeit unklar. Einige Quellen geben an, dass das Gut an die Herrschaft Bechin gelangt wäre. Dies ist von der geographischen Lage naheliegend, jedoch hatten seinerzeit auch die Dörfer Dolní Chrášťany und Horní Chrášťany bei Lhenice dieselben Besitzer wie Bechin. Wahrscheinlicher ist, dass zu Bechin nur der Hof gehörte, bei dem Wenzel von Schwanberg in der Mitte des 16. Jahrhunderts eine Schäferei anlegen ließ. Am 12. April 1468 überschrieb König Georg von Podiebrad u. a. auch einen Teil von Chrášťany an den Pfandherrn der Herrschaft Týn nad Vltavou, Jan Čabelický von Soutice. Während des Dreißigjährigen Krieges erlosch die evangelische Pfarre und die Kirche St. Bartholomäus wurde im Zuge der Rekatholisierung zur Filiale der Dechanteikirche Bechin, bei der dann auch die Matriken geführt wurden. Zum Ende des Krieges plünderten schwedische Truppen die Kirche. Erzbischof Franz Ferdinand von Kuenburg ließ 1724 in Chrášťany wieder eine Pfarre einrichten, zu deren Sprengel auch Hosty, Pašovice, Koloměřice und Doubravka gehörten. Erster Pfarrer war Antonín Pelikán. Der Theiner Anteil umfasste bei der Aufnahme von 1765 zwölf Anwesen mit 110 Bewohnern. 1768 brannte das hölzerne Schulhaus nieder und wurde durch einen Neubau ersetzt. Während der Napoleonischen Kriege hinterließen französische Truppen in Týn nad Vltavou, Chrášťany und Dražíč Schäden. Bei deren Bestandsaufnahme im Jahre 1814 wurde auch die Einwohnerzahl von Chrášťany, die 135 Männer und 167 Frauen auswies, erfasst. 1831 wurde der zweiklassige Schulbetrieb aufgenommen. Im Jahre 1840 bestand Chraschtian bzw. Chraschtian/Chrasstianyaus 50 Häusern mit 373 Einwohnern. 36 Häuser waren der erzbischöflichen Herrschaft Thein und 14 der Herrschaft Bechin untertänig. Im Dorf bestanden unter dem Patronat der Herrschaft Thein die Pfarrkirche, ein Pfarramt und eine Schule. Außerdem gehörte zum Theiner Anteil das abseitig gelegene Dominikalhaus W Kamenin. Zum Bechiner Anteil gehörten ein herrschaftlicher Meierhof, die aus drei Dominikalhäusern bestehende Einschicht Hemmer/Hemery sowie die abseutig gelegene Mühle Sternberg. Chraschtian war Pfarrort für Březy, Klein-Daubrawa, Hosty, Koloměřitz, Nemiegitz, Paschowitz, Slabschitz, Smeletsch, Groß-Daubrawa, Draschitz und Nepomuk und Wranow. Die Bewohner lebten vornehmlich von der Landwirtschaft. Seit dem Anfang des 19. Jahrhunderts wurde zudem ein Bausteinbruch betrieben. 1840 nahm in Vranov eine Papiermühle den Betrieb auf, bei der auch Bewohner von Chrášťany Lohnarbeit fanden. Da das Schulhaus mittlerweile zu klein geworden war, erfolgte der Unterricht auch in Privathäusern. Bis zur Mitte des 19. Jahrhunderts blieb das Dorf immer anteilig zu Thein und Bechin untertänig.
Nach der Aufhebung der Patrimonialherrschaften wurden beide Anteile von Chrášťany/Chraschtian und die Einschicht U Šternberka 1848 zu einem Dorf mit 50 Häusern und 386 Einwohnern vereinigt. Zusammen mit den Ortsteilen Koloměřice/Kolomierschitz und Malá Doubrava/Klein Daubrawa bildete Chrášťany ab 1850 eine Gemeinde in der Bezirkshauptmannschaft und dem Gerichtsbezirk Týn nad Vltavou/Moldauthein. 1855 wurde ein neues Schulgebäude eingeweiht. Ab 1878 wurde in der Schule in drei Klassen und ab 1889 in vier Klassen unterrichtet. Zum Ende des 19. Jahrhunderts wurde der Ort als Chrašťany bezeichnet. Koloměřice und Malá Doubrava lösten sich 1891 los und bildeten eigene Gemeinden. Die Freiwillige Feuerwehr gründete sich 1897. Im Jahre 1910 lebten in der Gemeinde Chrášťany/Chrašťan 364 tschechischsprachige Einwohner. Während der deutschen Besetzung wurden im Jahre 1942 17 jüdische Einwohner in die deutschen Konzentrationslager verschleppt, davon überlebte nur ein einziger. 1943 verhaftete die Gestapo vier Einwohner und verbrachte diese in das KZ Auschwitz. Im selben Jahre erfolgte die Eingemeindung von Koloměřice. Diese wurde 1945 nach dem Ende des Zweiten Weltkrieges wieder aufgehoben. Nach Kriegsende zog ein Teil der Einwohner in die Grenzgebiete und wurde in Dobrá Voda, Šumperk, Nová Bystřice und Úterý ansässig. 1960 wurde der Okres Týn nad Vltavou aufgehoben und die Gemeinde auf Antrag des örtlichen Nationalausschusses (MNV) dem Okres České Budějovice zugeordnet, nachdem zuvor eine Eingliederung in den Okres Písek vorgesehen war. Am 14. Juni 1964 wurden Doubravka und Koloměřice eingemeindet. Seit dem 12. Februar 1976 war Chrášťany Sitzgemeinde für Hosty, Pašovice und Doubrava. Am 1. April 1976 folgte die gänzliche Eingemeindung von Hosty (mit Pašovice) und Doubrava. Nach einem Referendum löste sich Hosty zum 24. November 1990 wieder von Chrášťany los und bildete eine eigene Gemeinde.

## Gemeindegliederung
Die Gemeinde Chrášťany besteht aus den Ortsteilen Chrášťany (Chraschtian), Doubrava (Groß Daubrawa), Doubravka (Klein Daubrawa), Koloměřice (Kolomierschitz) und Pašovice (Paschowitz), die zugleich auch Katastralbezirke bilden.  Zu Chrášťany gehören außerdem die Wohnplätze Doubravská Hladná (Hladna 2. Teil), Pletka, Rudolfov, Rybárna, Šternberk, Stružka, U Bártů, U Kutišů und U Rybáka. Grundsiedlungseinheiten sind Chrášťany, Doubrava, Doubravka, Hladná, Koloměřice und Pašovice.
Das Gemeindegebiet ist durch den westlichen Teil der Gemarkung Hosty (Močín, U Rybáka und U Burdů) zweigeteilt.

## Bevölkerungsentwicklung
| Jahr      | 1869 | 1880 | 1890 | 1900 | 1910 | 1921 | 1930 | 1950 | 1961 | 1970 | 1980 | 1991 | 2001 | 2011 | 2021 |
| --------- | ---- | ---- | ---- | ---- | ---- | ---- | ---- | ---- | ---- | ---- | ---- | ---- | ---- | ---- | ---- |
| Einwohner | 1780 | 1721 | 1646 | 1664 | 1590 | 1574 | 1532 | 1092 | 1018 | 907  | 828  | 782  | 700  | 709  | 715  |

## Sehenswürdigkeiten
- Barocke Pfarrkirche des hl. Bartholomäus, der aus dem 14. Jahrhundert stammende ursprünglich gotische Bau wurde im 18. und 19. Jahrhundert mehrfach umgestaltet. An der Westseite des einschiffigen Bauwerks befindet sich der Turm. An der Südseite hat sich das gotische Portal erhalten. Im Innern befindet sich ein spätgotisches Taufbecken. Bis 1772 war die Kirche von einem Friedhof umgeben, der danach an den Ortsrand verlegt wurde. Zwischen 1993 und 2003 erfolgten Instandsetzungen.
- Nischenkapelle aus dem Jahre 1894, an der Straße nach Doubravka
- Gedenkstein für die Gefallenen beider Weltkriege, er wurde am 9. Juli 1933 für die Opfer des Ersten Weltkrieges enthüllt und später ergänzt.
- Giebelhöfe Nr. 25 u. 39 im südböhmischen Bauernbarockstil
- Hügel Tábor, volkstümlich Burkovák mit Resten eines keltischen Heiligtums, der Tábor war 1419 Endpunkt der Großen Versammlung der Hussiten

## Söhne und Töchter der Gemeinde
- Josef Burian (1854–1922), Dekan und Probst auf dem Vyšehrad, Theologe und Schriftsteller
- Karel Landa (1881–1950), Dichter und Lehrbuchautor
- Věroslav Mertl (* 1929), Dichter, Essayist und Journalist, Träger des Staatspreises für Literatur 2001